# Halina Górecka
Halina Sylwia Górecka (nacida Halina Richter, Chorzów, Polonia, 4 de febrero de 1938) es una exatleta polaca, especializada en la prueba de 4 x 100 m en la que llegó a ser campeona olímpica en 1964.

## Carrera deportiva
En los JJ. OO. de Tokio 1964 ganó la medalla de oro en los relevos 4 x 100 metros, con un tiempo de 43.6 segundos que fue récord olímpico, llegando a meta por delante de Estados Unidos y Reino Unido, siendo sus compañeras de equipo: Irena Kirszenstein, Teresa Cieply y Ewa Kłobukowska.